# Tristachya betsileensis
Tristachya betsileensis là một loài thực vật có hoa trong họ Hòa thảo. Loài này được A.Camus miêu tả khoa học đầu tiên năm 1957.